# 海沃德 (密蘇里州)
海沃德（英語：Hayward）是位於美國密蘇里州佩米斯科特縣的普查規定居民點。

## 歷史
海沃德的郵局自1895年營運至今。

## 人口
根據2020年美國人口普查的數據，海沃德的面積為0.66平方千米，皆為陸地。當地共有人口93人，而人口密度為每平方千米140.91人。